# Мемориал Славы (Алма-Ата)
Мемориал Славы — мемориальный комплекс в Алматы
, возведённый в Парке имени 28 гвардейцев-панфиловцев к 30-й годовщине победы в Великой Отечественной войне. В рамках комплекса был зажжён вечный огонь.

## История
В 1974 году архитекторами Т.К. Басеновым, Р.А. Сейдалиным и В.Н. Кимом был создан проект мемориального комплекса, который предполагалось разместить в Парке имени 28 гвардейцев-панфиловцев. Предусматривалось сооружение триптиха, посвящённого установлению Советской власти в Казахстане и победе советского народа в Великой Отечественной войне, а также специальный постамент для вечного огня.
8 мая 1975 года был торжественно открыт мемориальный комплекс. Авторами скульптур стали В.В. Андрющенко и А.Е. Артимович.
В 2012 году была произведена реставрация Мемориала Славы и его главного элемента впервые за 30 лет. При этом отмечались значительные недостатки в рамках реконструкции. Так, новые плиты на мемориале не соответствуют по цвету и структуре тем, которые там располагались изначально; буквы на стелах были закреплены неровно. Отдельно общественные организации замечают, что были спилены семипалатинские сосны, а взамен не были посажены новые, что нарушило архитектурно-природную композицию.

## Триптих
Мемориальный комплекс представляет собой триптих:
Горельеф «Клятва» представляет собой изображение молодого красноармейца, который ведёт на поводу коней погибших товарищей. Располагается слева по главной оси мемориального комплекса. Перед горельефом под массивными кубами из лабрадорита расположены капсулы с землёй городов-героев.
Монумент «Подвиг» — запечатлены образы героев-панфиловцев, грудью защищавших Москву. Горельеф на подиуме, выполненный техникой чеканки по меди, воссоздаёт представителей 15 советских республик в контуре карты Советского Союза. На подиуме высечены слова политрука панфиловской дивизии: «Велика Россия, а отступать некуда. Позади Москва!».
Горельеф «Трубящие славу» представляет собой образы, которые воплощают гимн торжествующей жизни. Располагается справа по главной оси мемориального комплекса. Перед горельефом под массивными кубами из лабрадорита расположены капсулы с землёй городов-героев.

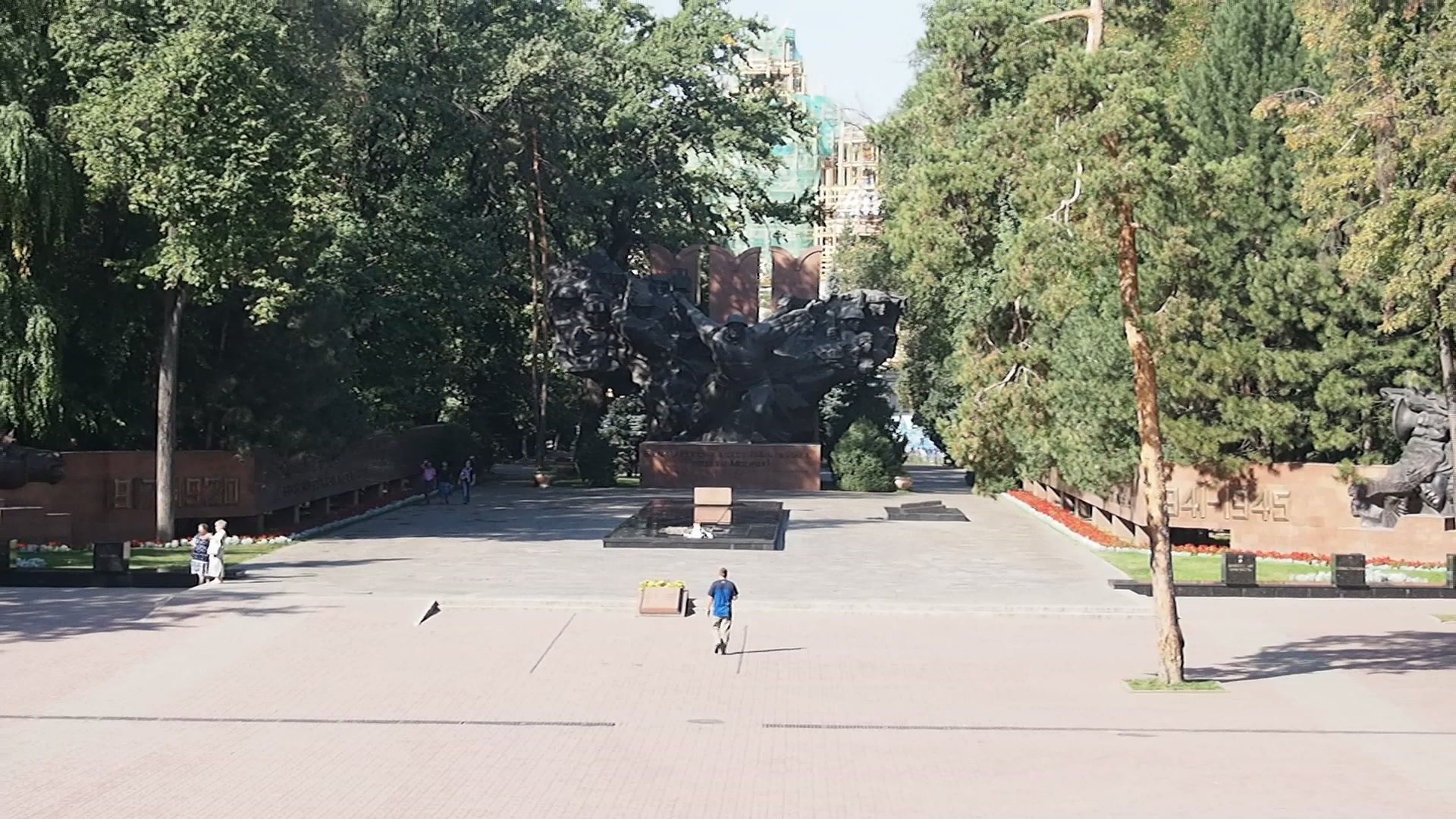
Общий вид на комплекс
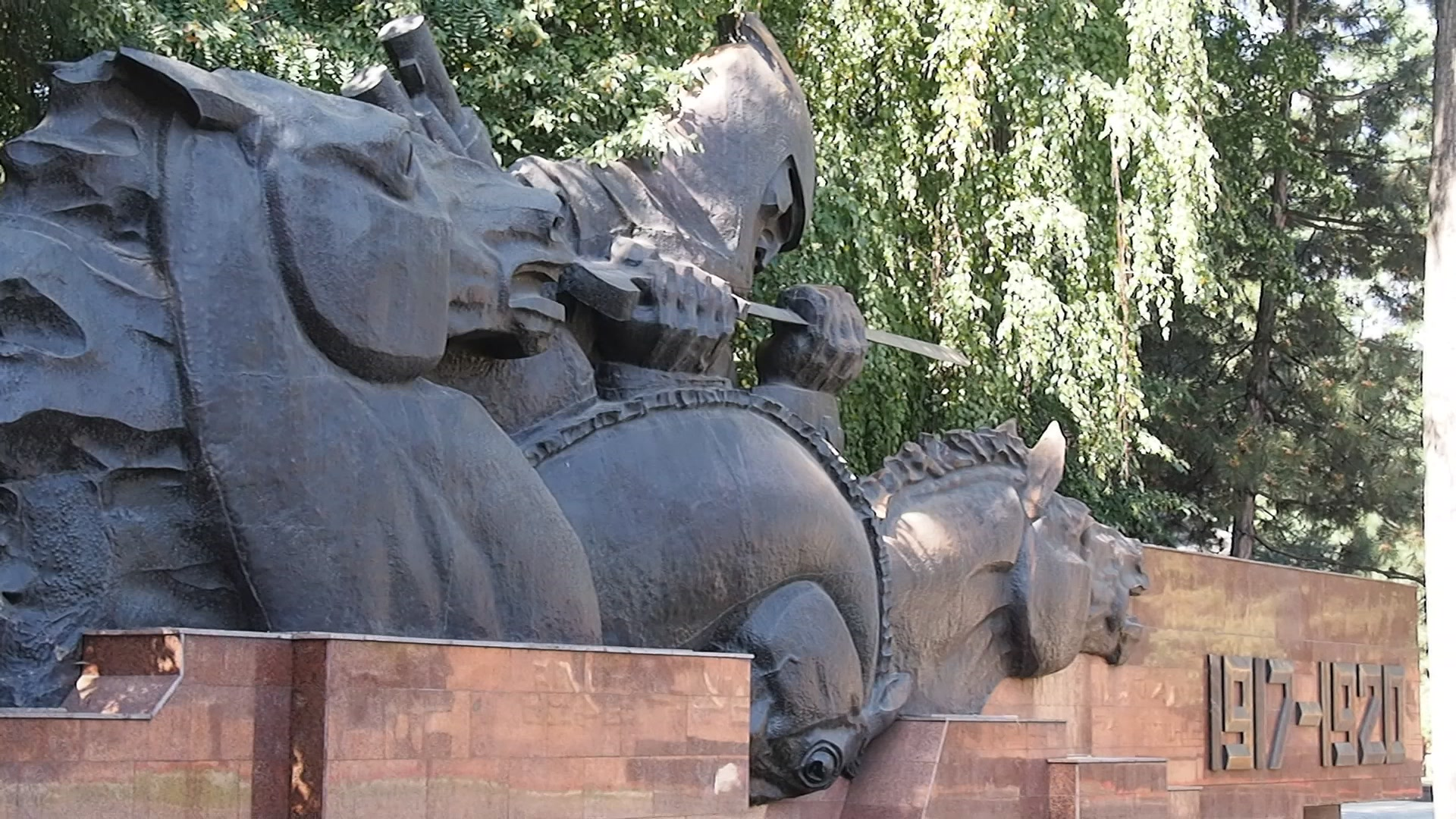
Горельеф «Клятва»
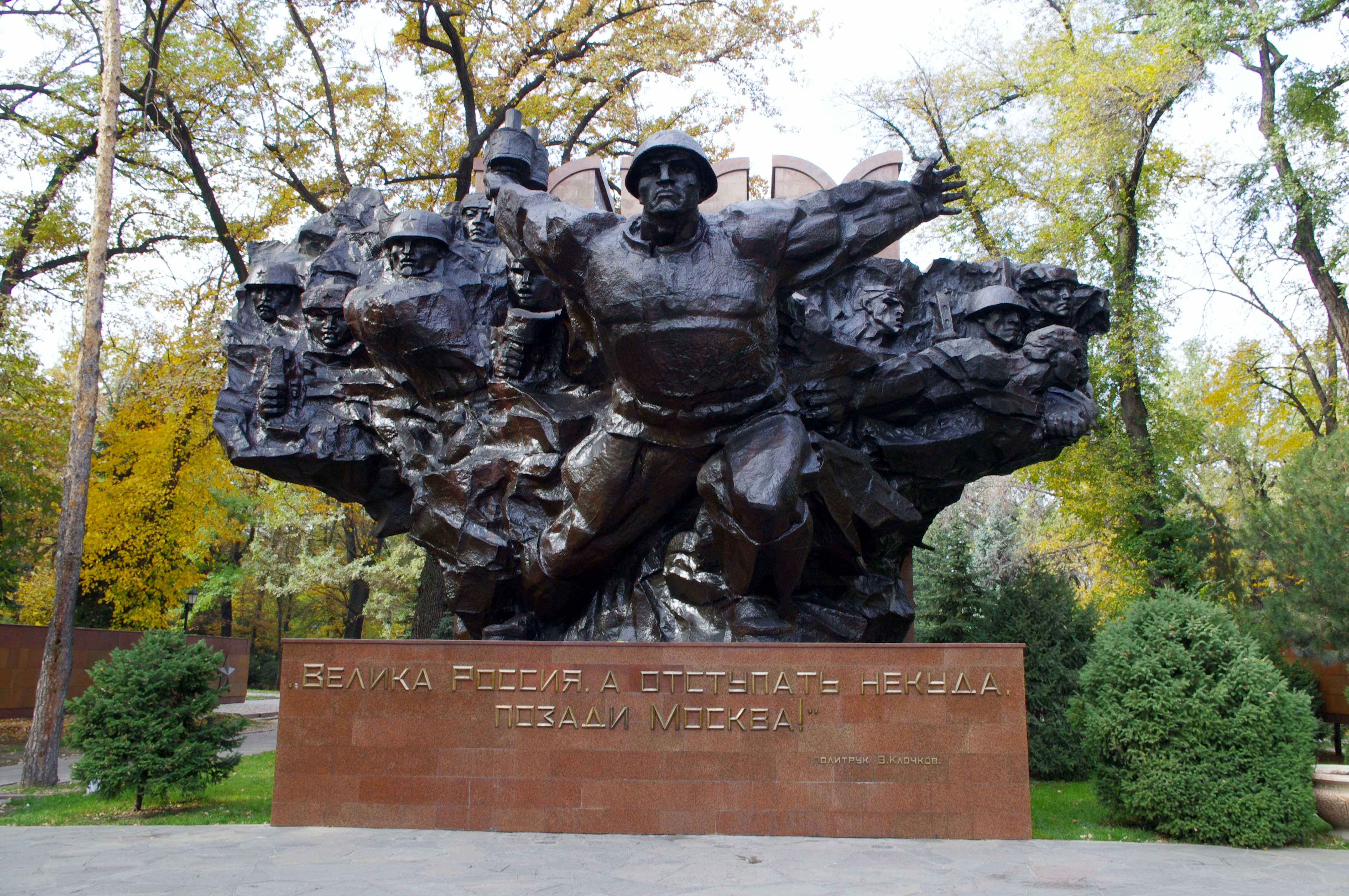
Горельеф «Подвиг»
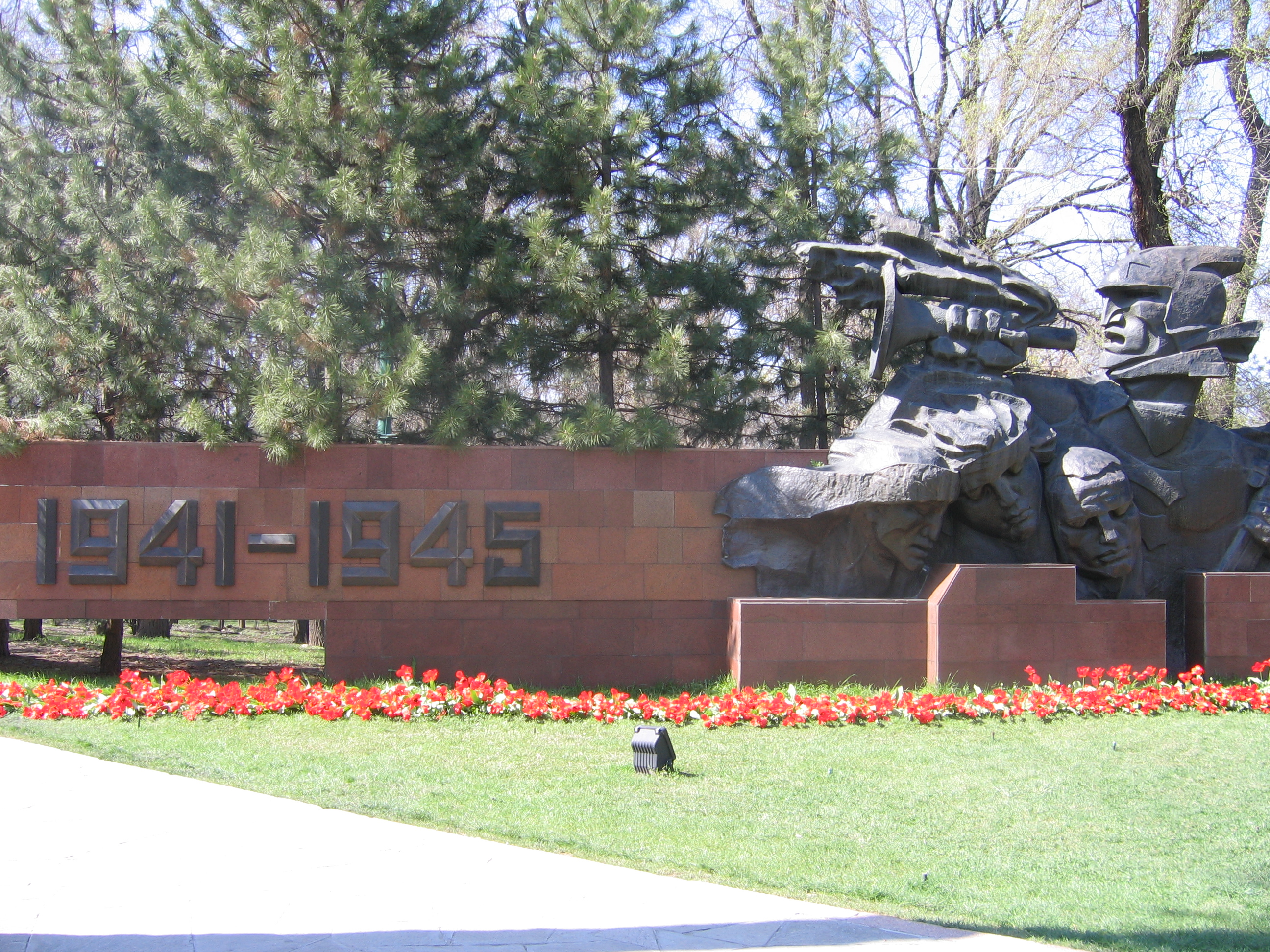
Горельеф «Трубящие славу»
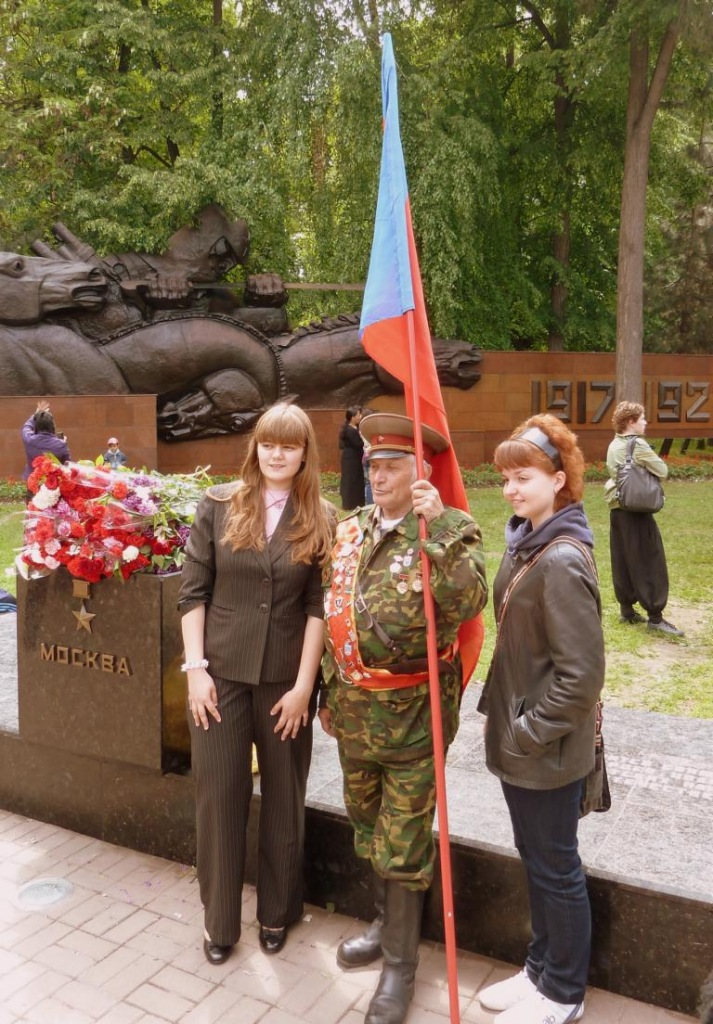
Капсула с землёй города-героя

## Вечный огонь

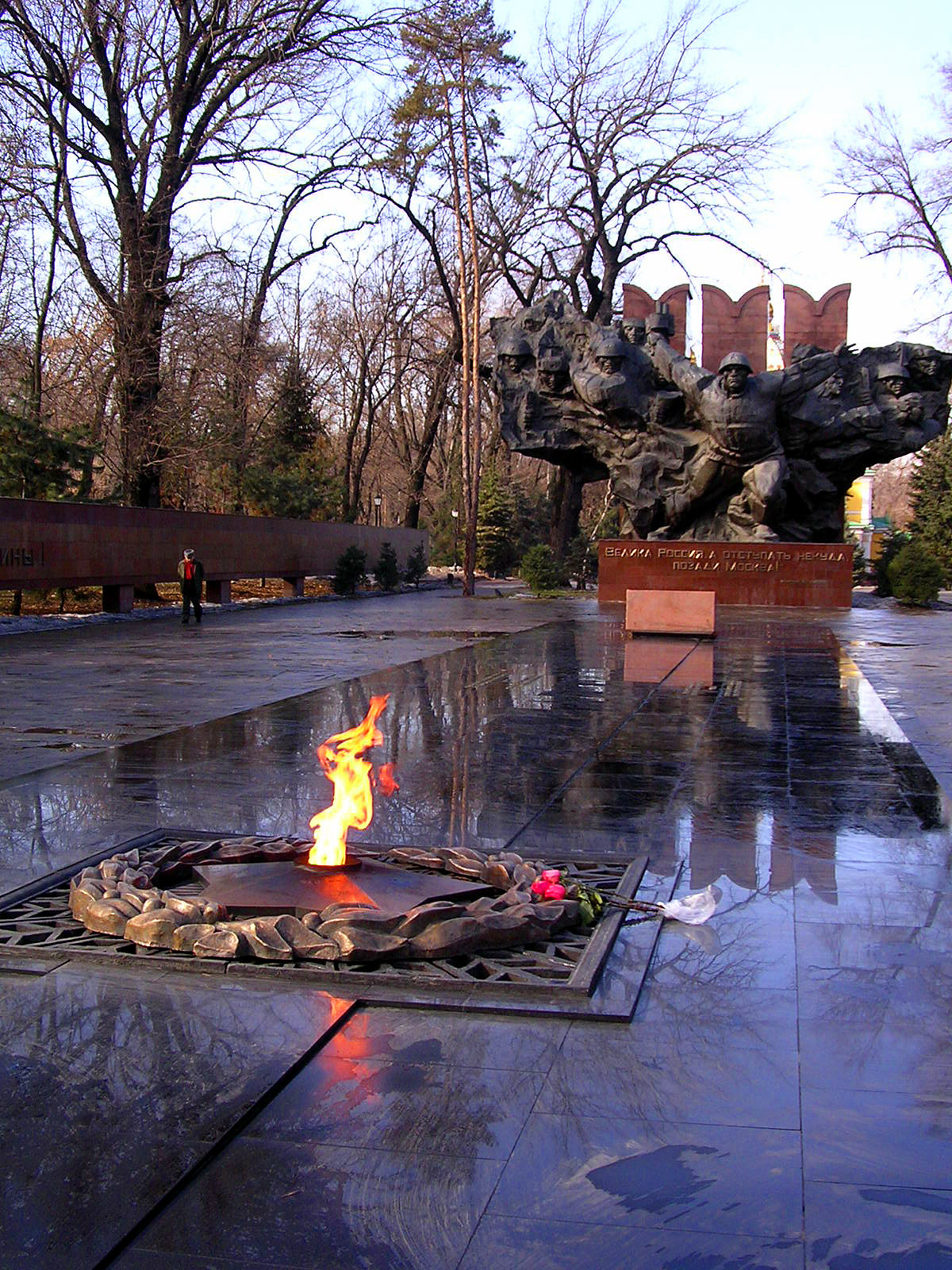
Вечный огонь

Вечный огонь был зажжён в 1975 году одновременно с открытием мемориального комплекса.
Начиная с 1980 года у Вечного огня в дни празднования Великой Победы выставлялся почётный караул из лучших пионеров и комсомольцев города. Традиция была восстановлена в 2010-х годах по инициативе руководства Казахстанско-Российской гимназии №54 имени И.В.Панфилова, в Вахте памяти принимают участие ученики 9-11 классов школ города.
Посещение вечного огня является традицией для молодожёнов города, однако их поведение периодически вызывает протесты.
Для пресечения фактов вандализма с апреля 2013 года проходит регулярная акция Мемориальный патруль.

## Захоронения у мемориала
На подступах к мемориалу располагается гранитная плита в память первооткрывателей воздушных трасс Казахстана. Летчик Т. Суонио, бортмеханик Н. Зорин разбились в 1931 году в небе под Аягузом, сопровождая на борту единственного пассажира — начальника строительства степного Гулага Д.И Литвина.

## Триумфальная арка
Арка Дома армии (бывший Дом офицеров) была задумана как вход на Мемориал Славы и является неотъемлемой его частью. Высокая лестница от арки к триптиху призвана усиливать торжественность момента посещения мемориала. Именно этот вход используется официальными делегациями во время торжественных мероприятий.

## Статус памятника
4 апреля 1979 года было принято Решение исполнительного комитета Алма-Атинского городского Совета народных депутатов № 139 «Об утверждении списка памятников истории и культуры города Алма-Аты», в котором был указан Мемориал Славы. Решением предусматривалось оформить охранное обязательство и разработать проекты реставрации памятников.
26 января 1982 года здание было включено в список памятников истории и культуры республиканского значения Казахской ССР.
25 ноября 1993 года стал частью Алматинского государственного историко-архитектурного и мемориального заповедника. На территории заповедника запрещено новое строительство. Реконструкция объектов возможна исключительно с разрешения Министерства культуры Казахстана.